# Posseltslust

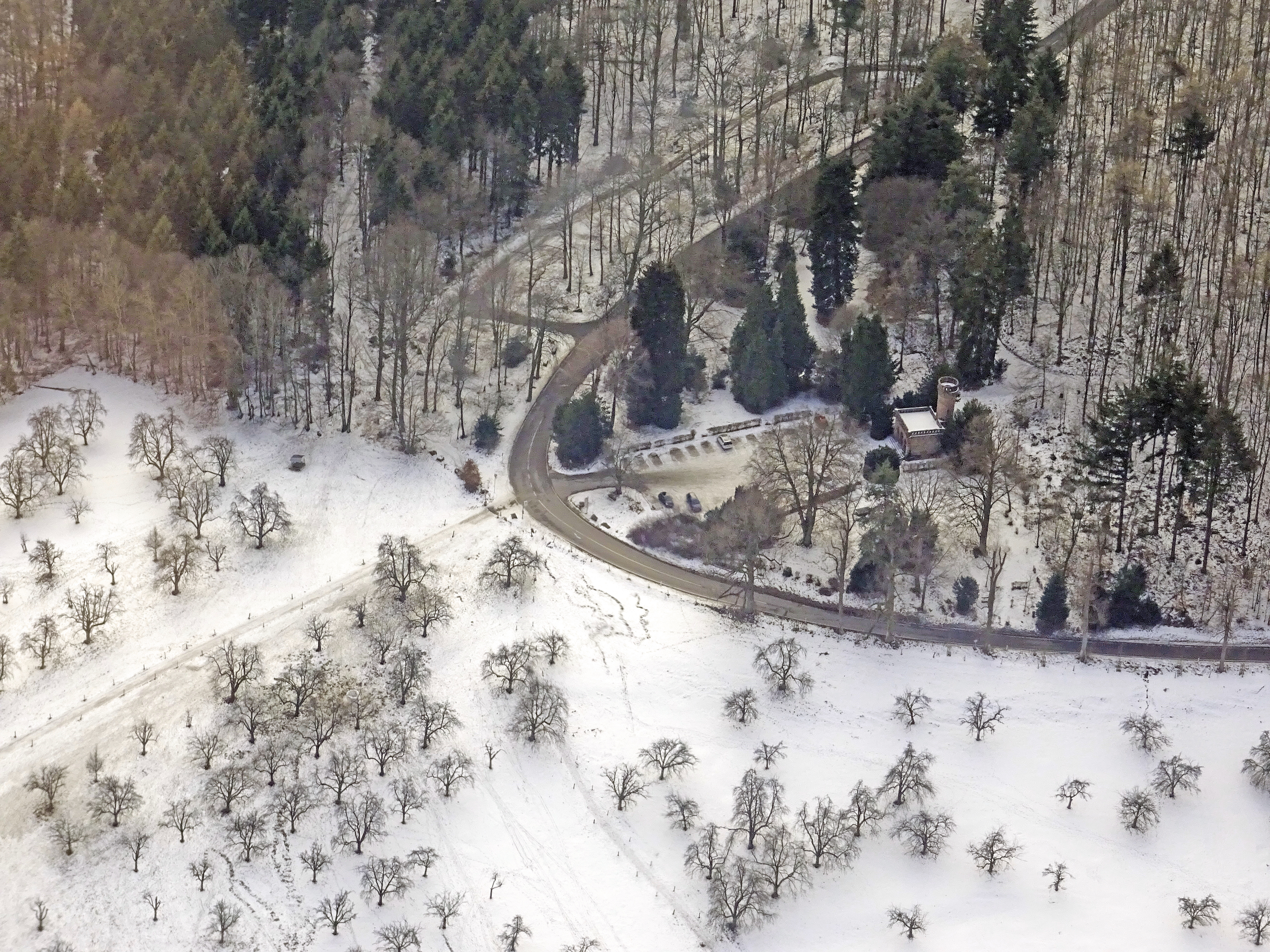
Posseltslust und Kohlhofwiese (Aufn. Februar 2019)

Die Posseltslust ist ein von dem Heidelberger Pharmazeuten Louis Posselt (1817–1880) testamentarisch an die Stadt Heidelberg gestiftetes Lusthaus, das unweit des Kohlhofs liegt. Das 1881 errichtete Gebäude besteht aus einer dreibogigen Arkadenhalle mit steinernem Tisch, einer Terrasse und einem 15 Meter hohen Turm mit Aussichtsplattform. Alle drei Ebenen sind über eine Wendeltreppe miteinander verbunden. Das historische Anwesen besaß ursprünglich einen Parkanlage mit Teich und Grotte. Mehrere angepflanzte Sequoias und ein Kleindenkmal (Hubertusfels) erinnern noch daran. Treppe und Turm sind am Wochenende aus Sicherheitsgründen gesperrt.

## Lage
Das burgartige Gebäude am Drei-Eichen-Weg befindet sich gegenüber der bekannten  Kohlhofwiese. Zur Posseltslust verkehrt die VRN Buslinie 39 tagsüber stündlich. Die Bushaltestelle befindet sich unmittelbar am Zugang bzw. am Parkplatz vor dem Kulturdenkmal. Das ebene, einst unbewaldete Gelände ist barrierefrei begehbar. Eine vor Ort installierte Schrifttafel der Stadt Heidelberg informiert den Besucher über die Historie.
Koordinaten: 49° 23′ 6″ N, 8° 43′ 58,4″ O

## Historie
Der am 22. November 1817 geborene Louis Posselt entstammte einer alteingesessenen, gut situierten Heidelberger Familie. Louis Posselt begann 1838 sein Studium in Heidelberg und erwarb am 5. Juni 1839 in Heidelberg sein Apothekerdiplom. Der Pharmazeut engagierte sich 1848 für die Badische Revolution. Nach deren Scheitern floh er nach Mexiko. 1862 kehrte Posselt nach einer allgemeinen Amnestie durch Großherzog Friedrich I. nach Heidelberg zurück. Wie schon sein Vater, Karl Ludwig Posselt (1782–1845), wurde Louis Posselt Mitglied des Stadtrats sowie ordentlicher Professor für Pharmazie an der Universität Heidelberg. Als der Wissenschaftler 1880 starb, verfügte er in seinem Testament, dass mit Geldern seines Nachlasses in der Nähe des Kohlhofs ein Lustschlösschen mit Aussichtsturm errichtet werden sollte. Bereits ein Jahr später setzte die Stadt Heidelberg dieses Ansinnen um. Auf einer vom damaligen Forstamtsleiter Friedrich Obermeyer ausgewählten Fläche erbaute der Stadtbaumeister Gustav Schaber aus regionalem Buntsandstein eine Anlage, die den Ideen von Dr. Posselt entsprach. Das Bauwerk im Stil der Frührenaissance wurde im August 1881 durch den Heidelberger Oberbürgermeister Heinrich August Bilabel feierlich eingeweiht. Ein verschollener Gedenkstein mit nachstehender Inschrift erinnerte einst an die Veranstaltung: Noch immer hofft die Stadt Heidelberg auf Hinweise zum Verbleib der Gedenktafel, die bis vor einigen Jahren noch in der Vorhalle hing:
Über ein Jahrhundert war die Anlage ein beliebtes und intensiv genutztes Ausflugsziel inmitten des Heidelberger Stadtwalds. Das frei stehende filigrane Sandsteingebäude auf der sog. Kohlplatte war witterungsbedingt ständig wechselnden Einflüssen ausgesetzt. Frost und Schnee aber auch Starkregen und hohe Sonneneinstrahlung während der Sommermonate sorgten für beschleunigte Erosionsabläufe am Buntsandstein. Kurz vor dem Verfall des Kulturdenkmals unternahm die Stadt Heidelberg 2008/2009 aufwändige Sanierungsarbeiten, die von der Deutschen Stiftung Denkmalschutz finanziell unterstützt wurden. Für die Sanierung musste der gesamte Algen- und Moosbewuchs am Gebäude mittels Heißdampf entfernt werden. Ein benachbarter Baum war mit seinem Wurzelwerk bis in die Vorhalle eingedrungen und hatte einen Pfeiler verschoben. Nach der Wurzelentfernung musste der Pfeiler neu vermessen und verankert werden. Seit dem 28. Juni 2009 erstrahlt die Posseltslust nun wieder in neuem Glanz.
Die Lokalität im Heidelberger Stadtwald ist inzwischen wieder sehr beliebt. Tagtäglich und zu allen Jahreszeiten wird das Denkmal durch zahlreiche Besucher aufgesucht. Leider sind viele der einstigen Sichtachsen, wie in das  Neckartal und den Kraichgau, im Laufe der Zeit zugewachsen.

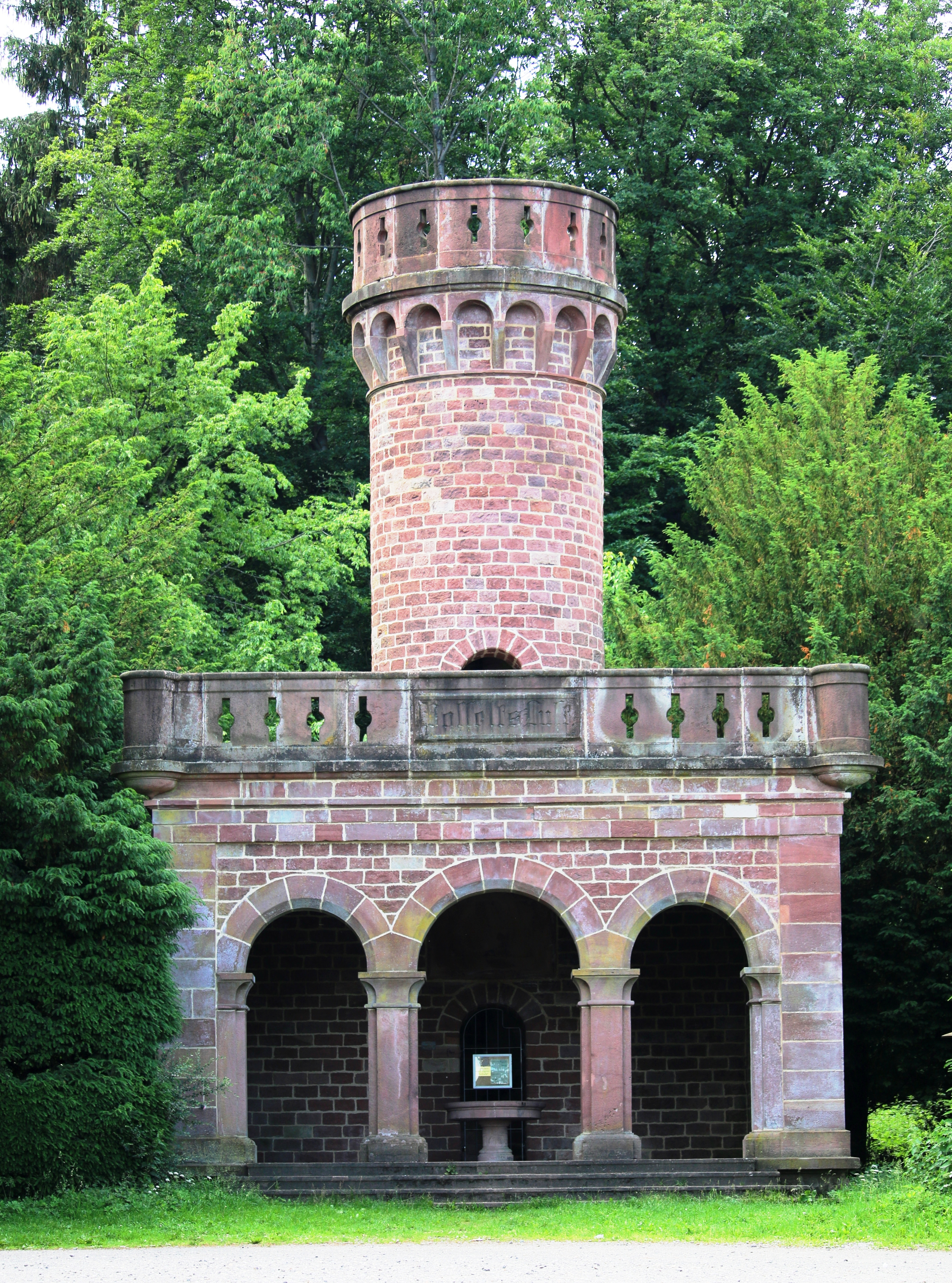
Saniertes Lustschlösschen Posseltslust (Aufn. 2018)
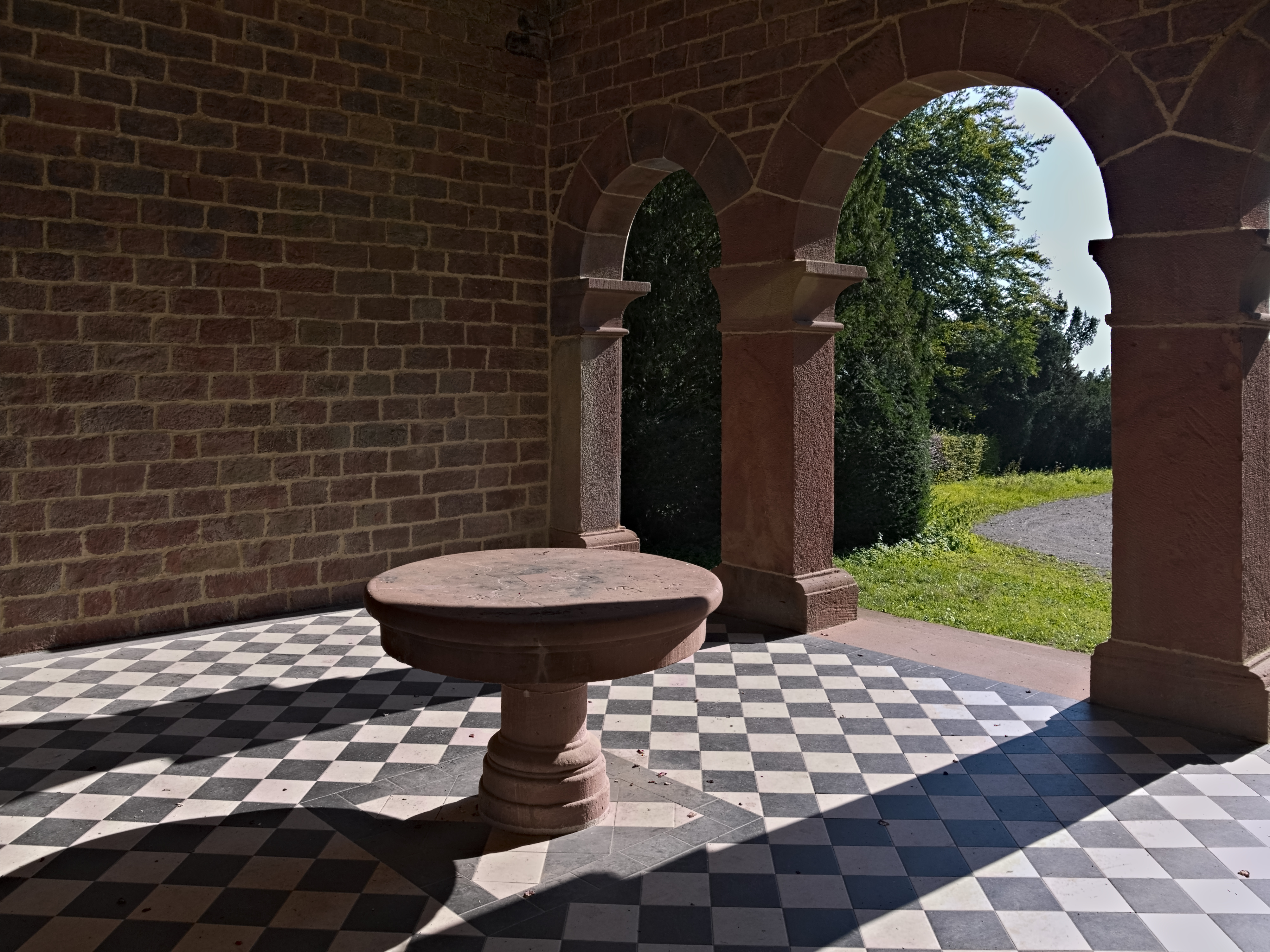
Sanierte Vorhalle mit Tisch
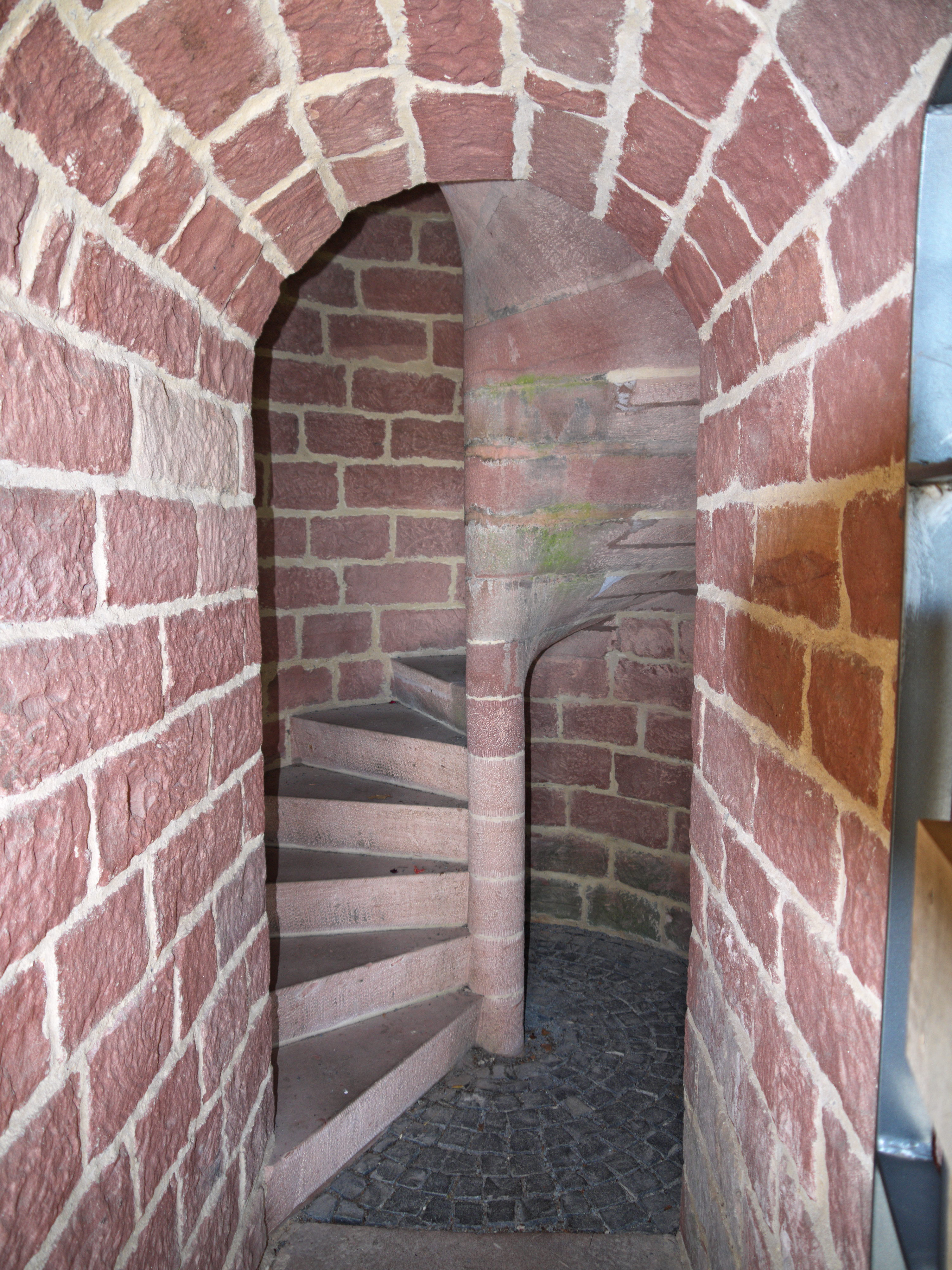
Turmaufgang (Aufn. 2012)
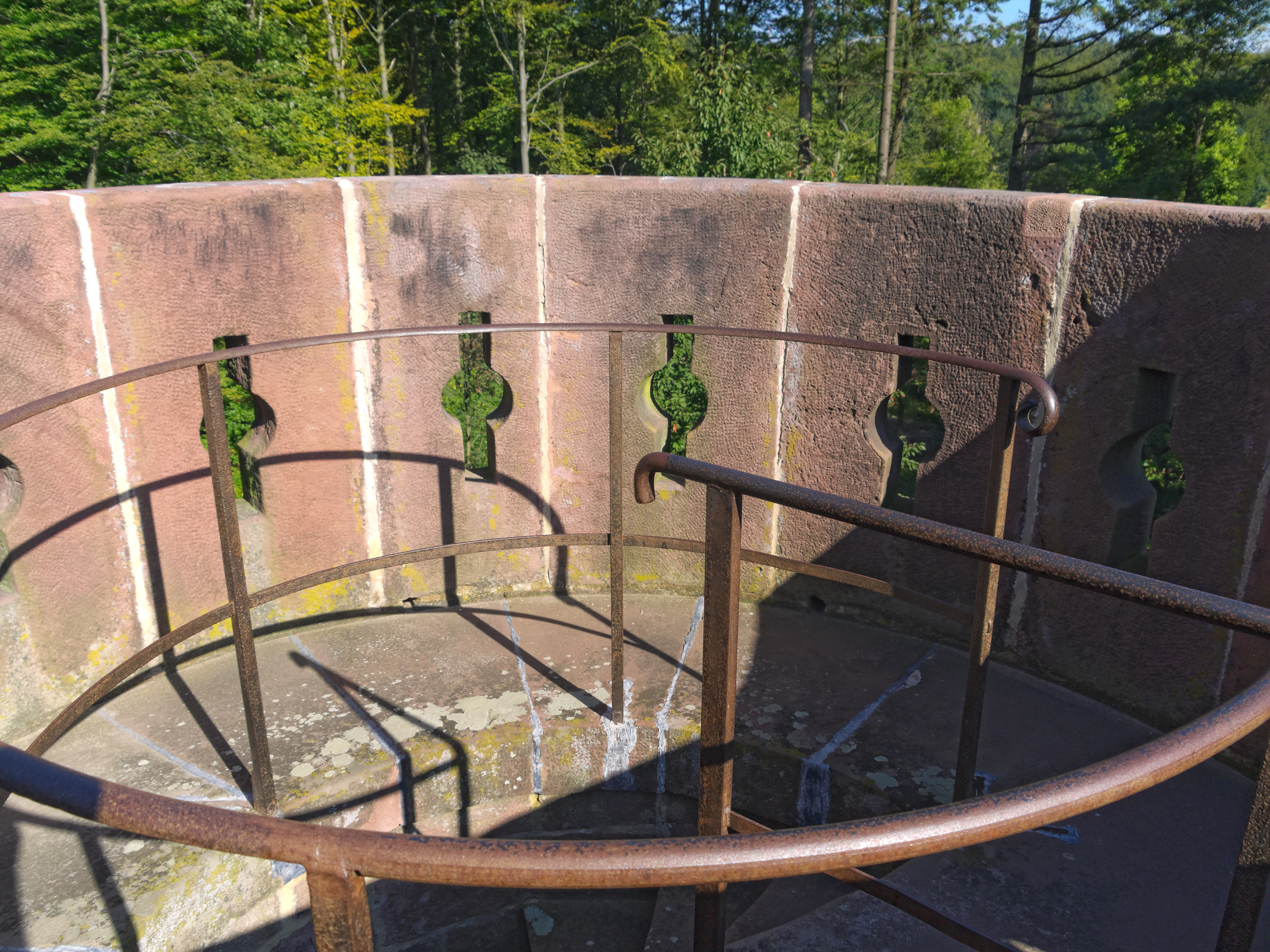
Aussichtsplattform auf dem Turm (Aufn. 2012)
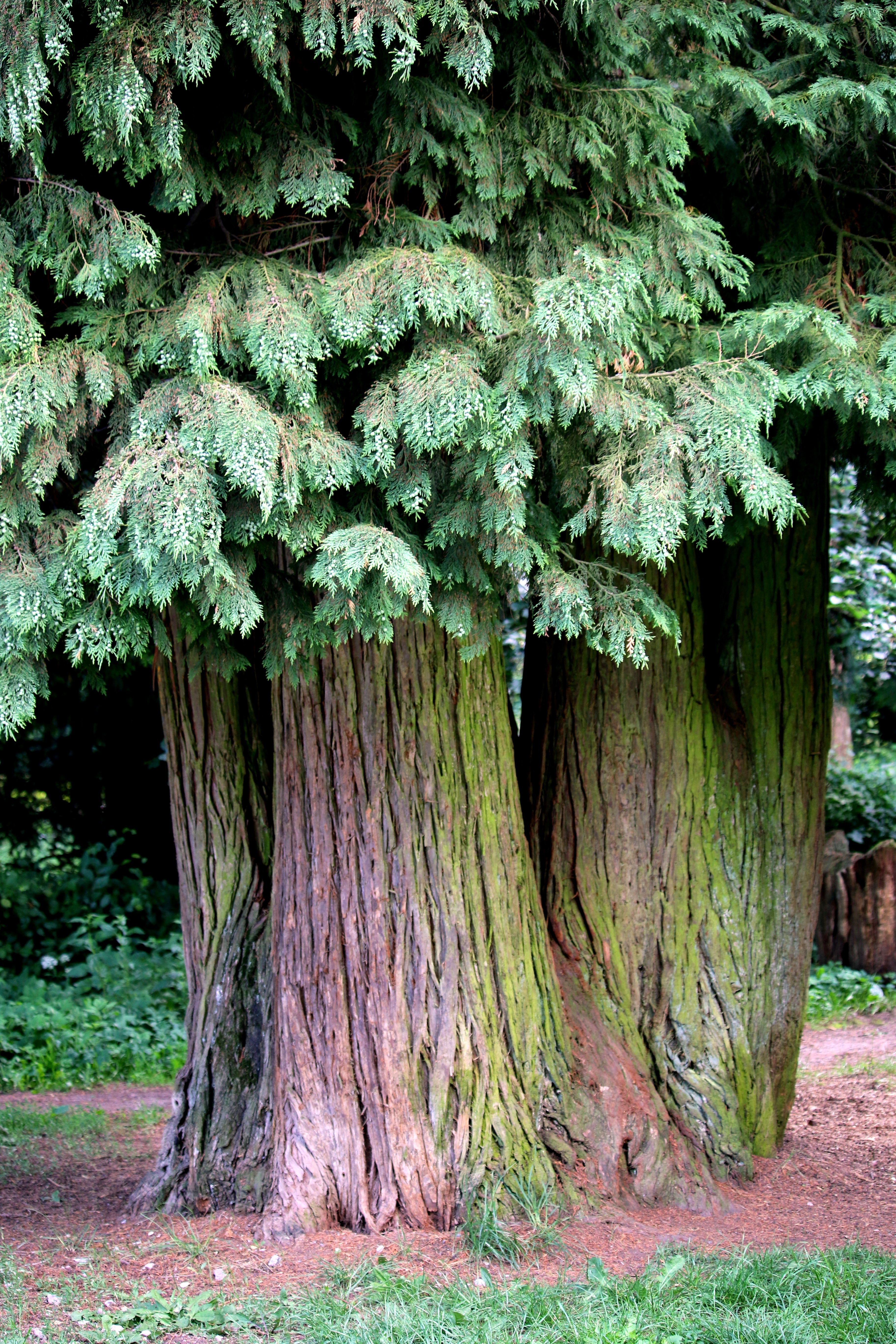
100-jährige Zypressen an der Posseltslust (Aufn. 2018)
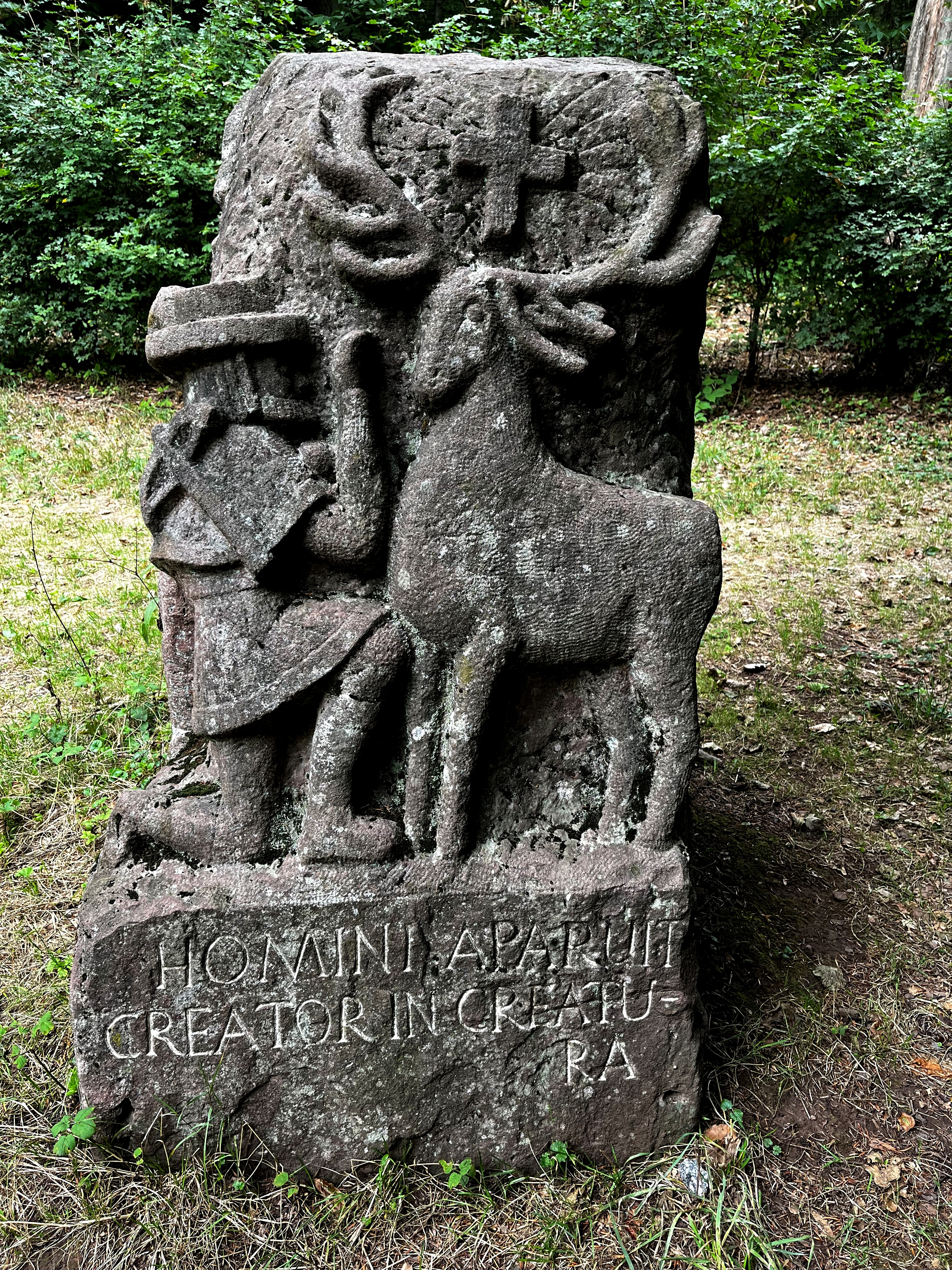
Kleindenkmal Hubertusfels (Vorderseite)
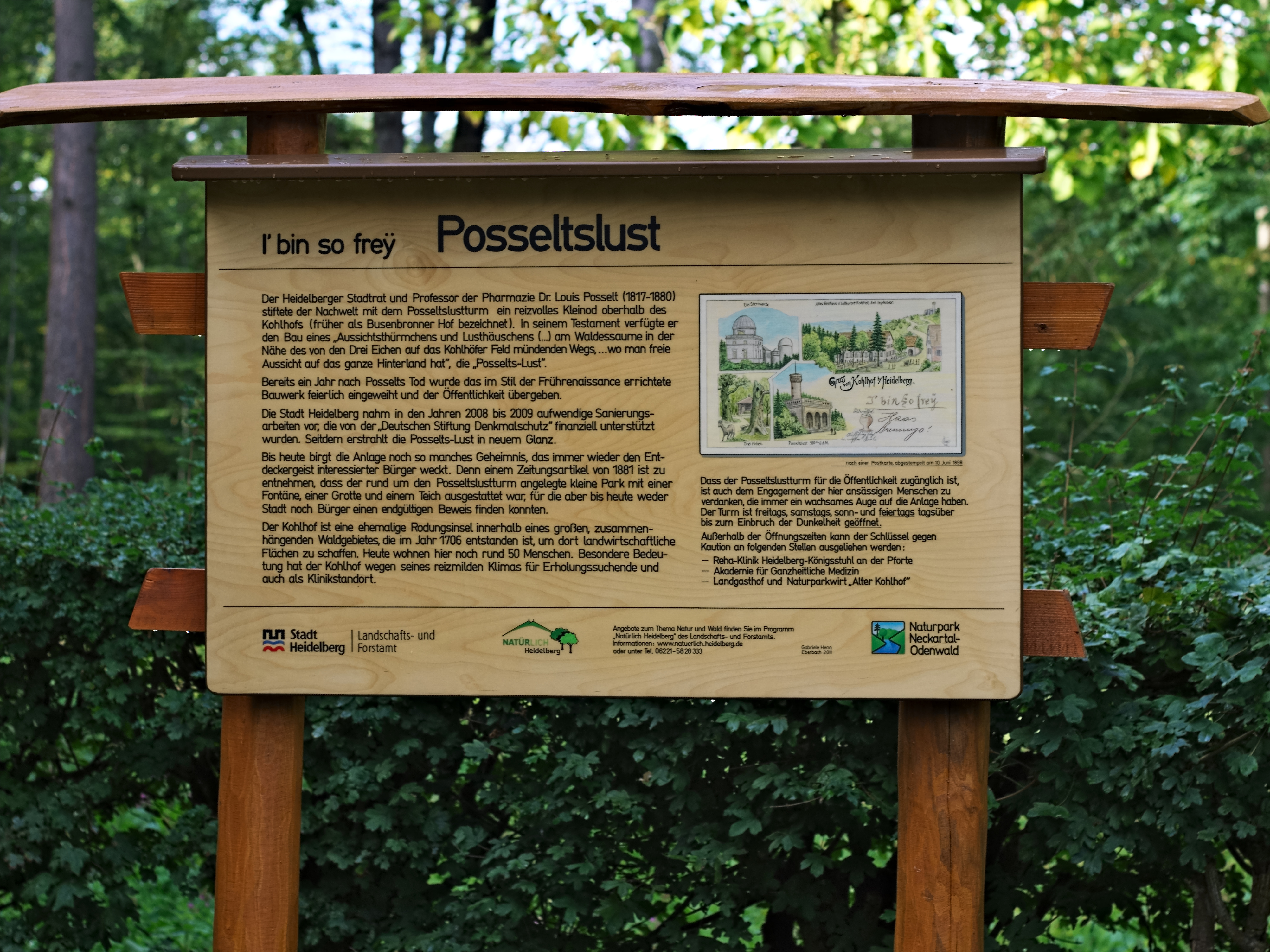
Infotafel der Stadt Heidelberg
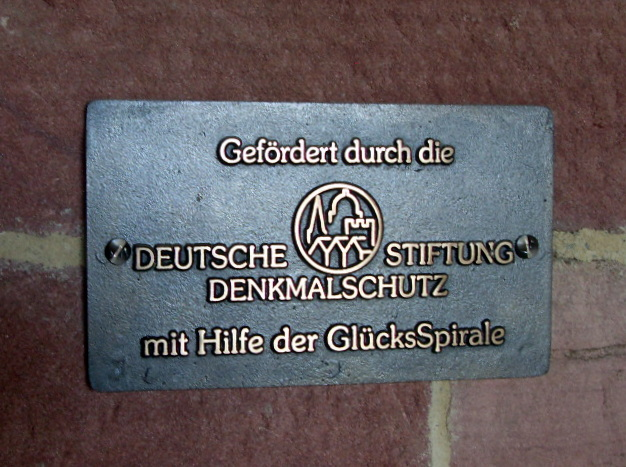
Plakette der Deutschen Stiftung Denkmalschutz

Nach Louis Posselt ist auch die Posseltstraße in Heidelberg-Neuenheim benannt.

## Quellen

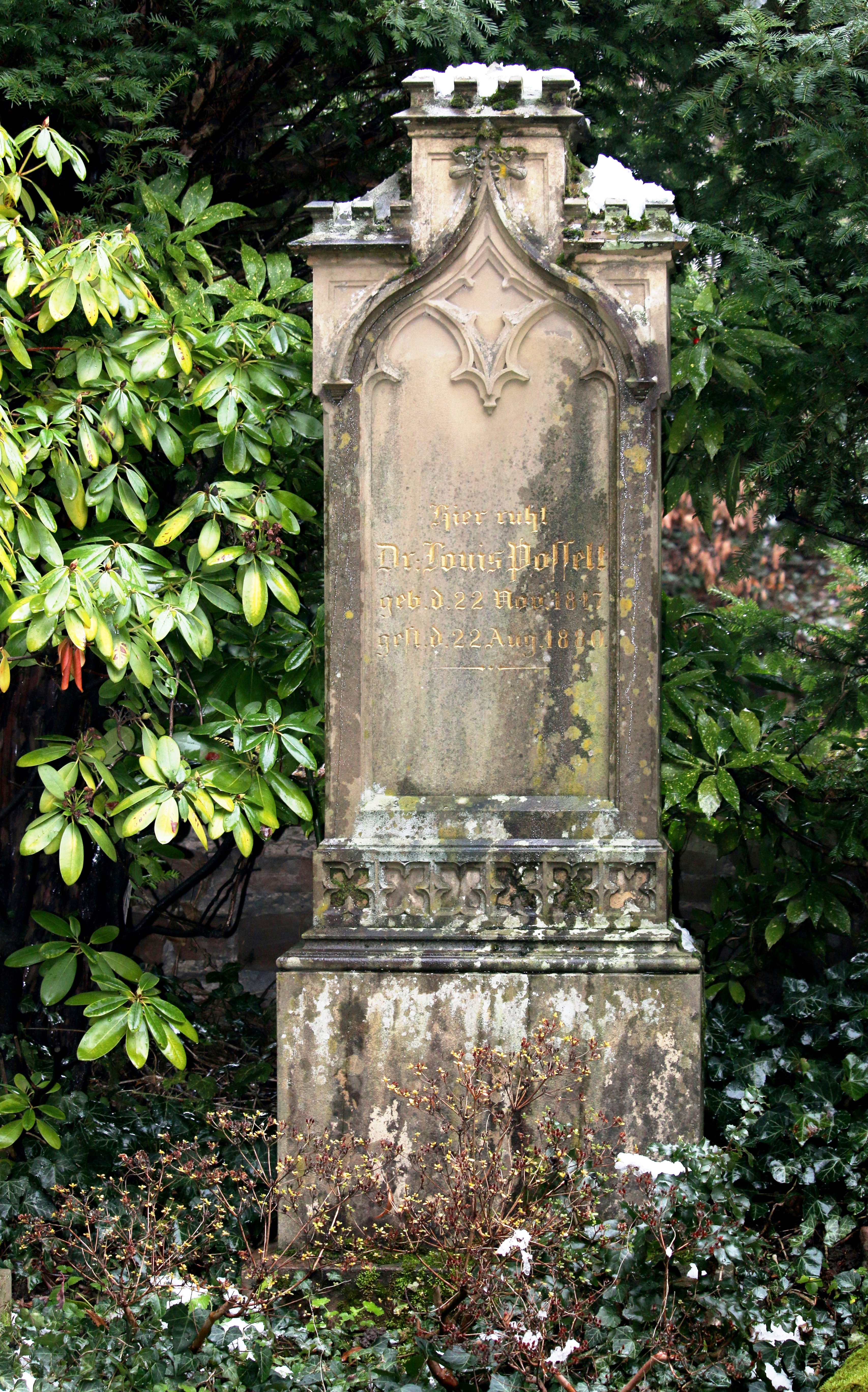
Louis Posselt (1817–1880), Grabstätte Bergfriedhof Heidelberg (Aufn. 2023)